# Базель SNCF
47°32′54″ пн. ш. 7°35′16″ сх. д. / 47.5482° пн. ш. 7.58783° сх. д.
Базель SNCF (фр. Bâle SNCF) — одна з шести залізничних станцій у місті Базель.
Станція просторово пов’язана зі станцією Базель SBB, але має власний перонний зал із власними коліями та відділена від станції SBB митним бар’єром. 
Колії пронумеровані від 30 до 35, хоча колії 34 немає.

## Історія
6 березня 1838 року розпочалося будівництво залізниці Страсбург — Базель, Chemin de fer de Strasbourg à Bâle (StB). 
Залізнична комісія, призначена урядом Базеля, негайно вивчила можливе продовження залізниці в місто, і в травні 1840 року до уряду було подано відповідне прохання про концесію. 
25 жовтня 1840 року відкрито залізницю Страсбург — Сен-Луї, і Ельзасська залізниця майже досягла кордону зі Швейцарією.
В уряді Базеля розгорілися запеклі дебати з приводу того, чи має бути станція розташована всередині чи поза міськими мурами. 
22 січня 1841 року Велика рада Базеля вирішила побудувати станцію intra muros (в середмісті). 
Політичні, релігійні та містобудівні аргументи «за» та «проти» такого об’єкту зазнали дискусії, оскільки Базель на той час був ще укріпленим містом, а залізниця StB була французькою компанією. 
Далі були різні пропозиції щодо впровадження залізниці в місто. 
Було вирішено знести міську стіну на Шанценштрассе та побудувати нову будівлю біля Шеллемяттелі, на місці якої мав бути збудований вокзал.
12 червня 1843 року залізнична компанія отримала остаточну концесію на основі складених специфікацій, які викладали всі правові, фінансові та структурні положення для будівництва залізничних споруд. 
Відповідно до розділу 3, залізнична компанія мала, серед іншого, побудувати залізничну колію та споруди, включаючи міст через новий міський рів і  залізну браму у міському мурі. 
Розділ 9 також передбачав, що влада безкоштовно надасть необхідну землю під станцію. 
Через рік, в 1844 році, Ельзасська залізниця побудувала тимчасову станцію за межами міських мурів, а в 1845 році Базель став першим швейцарським містом, яке мало залізничне сполучення.

### Розвиток мережі маршрутів з Базеля в 1844-58 рр.
Перший потяг із Франції прибув до Базеля 15 червня 1844 року. 
11 липня 1846 року з Базеля до Страсбурга вперше можна було доїхати потягом. 
12 лютого 1852 року залізниця сполучила Базель з Парижем через Страсбург. 

У 1850 році подорож з Базеля до Страсбурга займала близько 4 годин 

і пропонувалася 3 рази на день у цьому напрямку. 
Подальша подорож зі Страсбурга до Парижа зайняла б понад 14 годин із такою ж швидкістю. 
Лише в 1854 році потяги почали курсувати в Базелі з третьої, тимчасово відкритої станції, яка була розташована поблизу сучасного Базель SBB. 
Ці потяги курсували між Базелем і Базельландом до відкриття лінії Базель — Ольтен 1 травня 1858 року. 
Пасажири та туристи мали змогу подорожувати з Люцерна до Парижа або з Парижа до Люцерна ще в 1858 році. 
Однак у Базелі, як і в Страсбурзі, мандрівникам доводилося пересідати з однієї станції на станцію іншої залізничної компанії.

### Тимчасовий вокзал 1844/1845 рр

Базельський вокзал 15 червня 1844 року

Оскільки будівництво станційного комплексу та нової частини міських укріплень затягувалося, 12 березня 1844 р. було запропоновано спорудити перед міськими укріпленнями тимчасовий вокзал. 
Ця тимчасова споруда, можливо, була старою тимчасовим вокзалом в Мюлузі з 1840 року. 
15 червня 1844 року перший потяг прибув на станцію за межами міських мурів Базеля. 
1 квітня 1845 року, за вісім місяців до введення в експлуатацію постійної станції, тимчасова споруда зазнала пожежі.

### Станція 1845–1860
Влітку 1844 року почалися будівельні роботи на вокзалі на Шеллеметтелі, де зараз розташована дитяча лікарня Базель-Штадта і Базель-Ланду, і до листопада вони були вже завершені. 
Оскільки будівництво міських мурів і залізничної брами затягнулося, відкриття станції відбулося лише 11 грудня 1845 року. 
Будівля була індентичною вокзалу в Мюлузі 1841 року і спроектована Жаном-Батистом Шакре. 
Продовгуватий вокзал розташовувався збоку від колії, мав двоповерховий центральний корпус і одноповерхові бічні флігелі зліва і справа. 
З боку вулиці він мав суцільний навіс, а з боку колії — дерев’яний залізничний хол.

#### Залізнична брама в міському мурі
Особливістю була залізнична брама 

Базельського муру, через який «французька» залізниця доходила до «швейцарського» вокзалу. 
Згідно зі специфікаціями від 9 червня 1843 року Ельзасська залізниця мала побудувати міст через міський рів і браму. 
Базельський архітектор Мельхіор Беррі розробив два проекти 21 лютого 1844 року: одна брама була прямокутною монументальною із зубчастим муром та напіварковим проходом, друга виглядала легшою та мала ступінчастий фронтон, до якого також можна було потрапити з боку міста. за допомогою сходів. 
Беррі дотримувався другої пропозиції зі ступінчастим фронтоном, і будівельні роботи почалися. 
Камені були поставлені каменярем Фрідріхом з Базеля, брама — металургійним заводом «Stehelin» з Фюллінсдорфа. 
У грудні 1845 року брама побудована з червоного пісковику, і 11 грудня залізниця нарешті відкрита до міста Базель. 

Відповідно до розділу 22 специфікацій, залізнична компанія мала охороняти браму чатовим, який відкривав браму до прибуття першого поїзда та знову закривав їх увечері після того, як останній поїзд відправлявся. 
Розділ 26 також давав уряду Базеля право перервати трафік залізницею в разі війни, повстання або небезпеки епідемії.

### Станції 1860–1902
У 1858 році Швейцарська центральна залізниця вирішила перенести свою тимчасову станцію на Ланге-гассе перед Елізабетеншанце і побудувати там нову станцію. 
У той же час Chemins de fer de l’Est хотіла підключитися до цієї станції.
За для сполучення французьку лінію потрібно було продовжити від чинної станції Базель-Санкт-Йоганн до нового місця розташування станції. 
Лінія прямувала сучасними вулицями Канненфельдштрассе/Штайненрінг і перетинала Бірзіг віадуком перед станцією.
На початку 1859 року розпочалися будівельні роботи на станції, яка, крім пасажирської станції, містила вантажну станцію з вантажним складом, зміщеним у бік району Гунделінгер, два великі склади з під’їздом з вантажної колії та два локомотивні депо для Швейцарської центральної залізниці та Французької східної залізниці.
4 червня 1860 року була відкрита спільна станція зі Швейцарською центральною залізницею. 
Вона мала склад: вокзал з північним фасадом, що виходив на новостворену Привокзальну площу. 
На станції праворуч і ліворуч були зали посадки, кожен з яких мав дві колії, на схід для швейцарських поїздів і на захід для французьких поїздів.
Доступний простір, особливо у швейцарській частині станції, ставав дедалі обмеженішим через збільшення трафіку, а рух поїздів на ельзаській лінії призводив до закриття шлагбаумів на все довші періоди. 
Щоб усунути проблеми з переїздами через залізницю, Федеральна рада в 1898/99 рр. вирішила прокласти Ельзасську лінію під землею та провести її широкою дугою навколо тодішнього міста, знизивши систему колій на ділянці станції на 2,7 м і для будівництва нової спільної станції.
У середині 1902 року на вже заглибленій південній частині майданчика для нового Центрального вокзалу було влаштовано тимчасову станцію, а стару станцію було знесено в 1902/03 рр.

### Тимчасова станція 1902–1907
Тимчасова станція була побудована на звільненій, затопленій території на південь від станції і відкрита 2 червня 1902 року. Розвиток також відбувався з півдня, від Гютерштрассе. Для цього було продовжено не лише різні дороги, а й дві трамвайні лінії . Тимчасова домовленість діяла до 24 червня 1907 року, коли тимчасові споруди та під’їзні дороги були демонтовані, а дві трамвайні лінії були з’єднані з Гютерштрассе. Привокзальний підземний перехід до району Гунделінгер був побудований приблизно на місці під’їзної дороги.

### Вокзал 1907 року
Новий вокзал, спроектований Е. Фаешом і Е. Ла Рошем, відкрито 24 червня 1907 року — станція Ельзас (офіційно на той час: Basel Els.-Lothr. Bahn  = Basel Elsaß-Lothringer Bahn).
Станція внутрішньо з'єднана зі станцією SBB коридором, але також має окремий вхід і відокремлена від станції SBB митним бар'єром. 
Пройшовши прикордонний контроль, мандрівник потрапляє на митну територію Франції і проходить через зал очікування на три платформи з п'ятьма коліями, які перетинають перонний зал.
З липня 1957 року станція електрифікована. 

Електрифікація має французьку напругу 25 000  В 50  Гц . 
Колія 30, яка є безперервною до колії 4 швейцарської станції, може перемикатися між французькою та швейцарською напругою 15 000 В 16,7 Гц. 
На південній стороні станції, поза роз’їздами та платформами станції SBB, є двоколійна лінія на нижньому рівні, яка сполучає станцію Базель-Муттенц-Сортувальний із французькою залізницею та в основному обслуговує вантажні поїзди.
Раніше вокзал мав власну касу для оформлення квитків до Франції. 
Однак SNCF відмовився від неї і перейшовши на автомати самообслуговування.

## Сьогодення і плани
Станція SNCF все більше зливається зі станцією SBB, і SNCF більше не зацікавлена у збереженні власної станції. 
Він поступово виходить з операцій, і SBB бере на себе все більше функцій, таких як продаж квитків і відправлення поїздів.

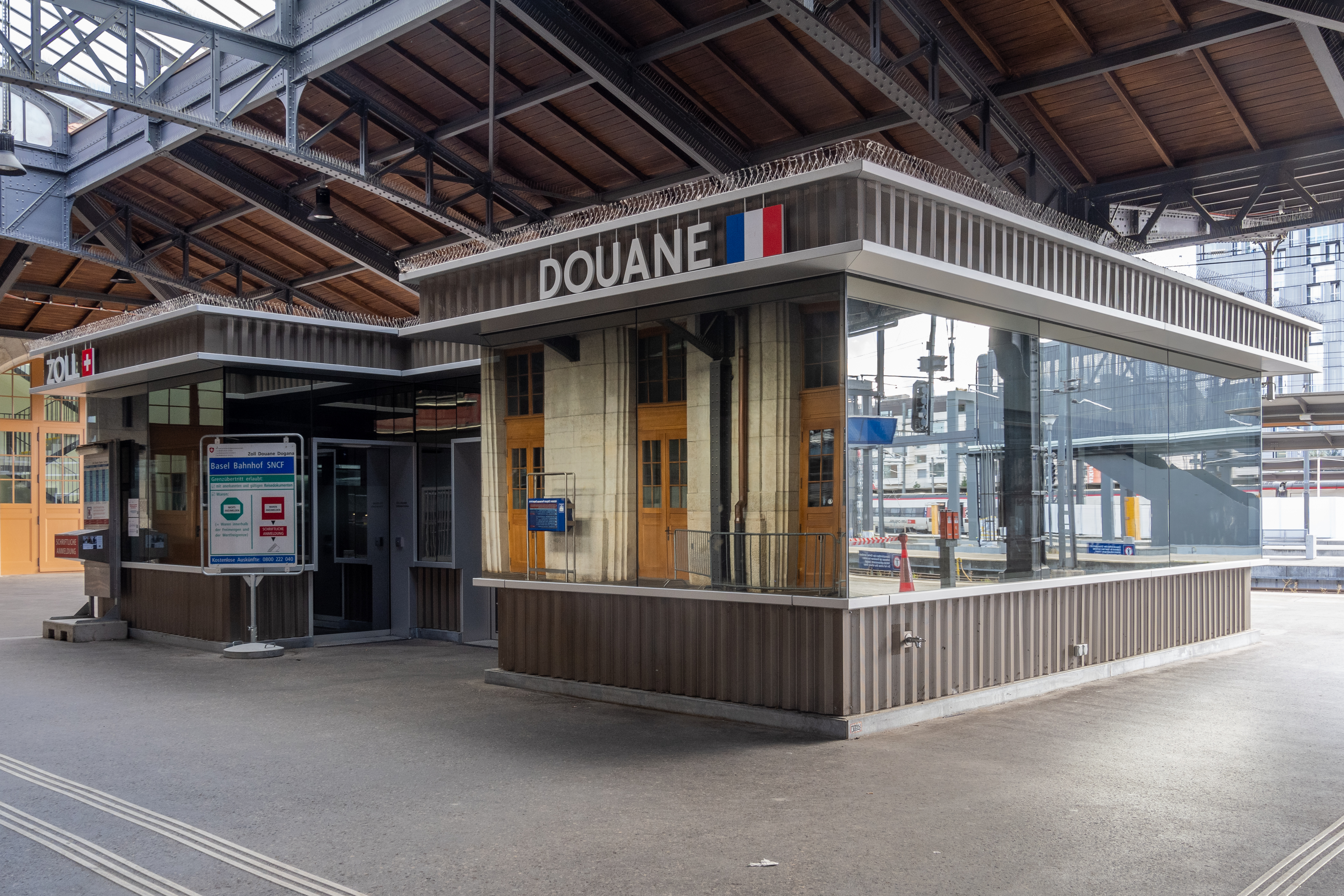
Митні пункти на станції Basel SNCF.

У 2017-21 рр. західне крило вокзалу було відремонтовано приблизно за 100 мільйонів швейцарських франків і, за погодженням з органами охорони пам’яток, відновлено до вигляду, який базується на його початковому стані. 
Крім модернізованих торгових площ і закладів громадського харчування на першому поверсі, було побудовано новий підвал для філії Migros площею близько 1000 м². 
З моменту реконструкції станція SNCF знову безпосередньо з’єднана зі станцією SBB через новий зал. 

Зменшені митні об’єкти тепер розташовані в також відремонтованому перонному холі перед коліями 31–35. 
Два квиткові автомати пропонують широкий спектр квитків для зони TER Гранд-Ест, але не мають квитків на міжміські рейси. 
Через реконструкцію історичний привокзальний буфет тимчасово закрили. 
SBB довго шукав нового орендаря для ресторану. 

У лютому 2023 року вони оголосили про переїзд елітного ресторану та музичної кав'ярні. 

Через пам’яткоохоронні норми переїзд нових орендарів відкладено. 

Наприкінці 2022 року SBB оголосила, що хоче отримати доступ до колій станції Базель SBB з нового 15-метрового пішохідного мосту поруч із Маргаретенбрюкке. 
Це створить нову трамвайну розв’язку на цьому місці та зменшить навантаження на Привокзальну площу. 
Щоб це стало можливим, платформи з 4 по 12 необхідно розширити на захід і відрегулювати геометрію колій. 
З цієї причини станція SNCF має бути демонтована, а французький трафік інтегрований у станцію SBB за допомогою багатопоточних транспортних засобів. Будівництво почнеться не раніше 2031 року, а введення в експлуатацію очікується у 2037 році. 

Тимчасовий пішохідний міст поки що буде використовуватися. 
Згодом його замінять іншим постійним колійним переходом. 
Їх фінансування заплановано на етапі розширення федеральним урядом у 2035 році , але точне планування має здійснюватися в координації з підземною станцією в рамках проекту серце Базеля. 

## Сполучення
В 199-2008 рр. курсували приміські поїзди Базель S-Bahn від Фріка до Мюлуза через Базель SNCF. 
Відтоді трафік регіональних поїздів з Франції закінчуються на Базелі SNCF на коліях 30–35, головним чином на 33. 

До 2018 року станцію також використовували поїзди далекого прямування, а саме щоденний TGV Базель – Марсель. 
Після припинення цього сполучення всі сполучення TGV відправляються з Базеля SBB. 

Сьогодні TER200, прискорений TER, що складається з вагонів Corail, сполучає Базель SNCF зі Страсбургом та іншими великими містами Ельзасу. 
Існує щоденне погодинне обслуговування, яке іноді скорочується до півгодинного обслуговування в години пік. 
TER200 доповнюється звичайним TER, який обслуговує всі зупинки між Базель SNCF і Мюлузом. 
Він курсує приблизно кожні півгодини з деякими перервами в роботі поза годинами пік. 
Обидва сполучення управляються SNCF і працюють під брендом TER Fluo Grand Est.
- NE2: Страсбург – Селестат – Кольмар – Мюлуз – Сен-Луїс – Базель SNCF (TER лінія A01)
- TER: Мюлуз – Сен-Луїс – Базель-Санкт-Йоганн – Базель SNCF (TER лінія A15)

Плани перебудови Basel Regional S-Bahn також впливають на сполучення з Базеля до Франції та, відповідно, на станцію Базель SNCF. Розширення Базельського залізничного вузла відкриває можливості для створення нових сполучень. 
Трафік потягів S-Bahn більше не закінчується на станціях SBB і SNCF, а будуть сполучатися наскрізно. 
Тому TER, ймовірно, зникне з французької станції. 
Якщо SNCF не захоче знову запускати поїзди далекого прямування в межах Франції до Базеля, станцією буде користуватися лише TER200.
Цільове використання Базель S-Bahn 2040 містить такі лінії S-Bahn, які тепер курсуватимуть до Франції через станцію SBB:
- S: Фрік/Лауфенбург – Штайн-Зеккінген – Райнфельден – Праттельн – Базель SBB – Базель-Мітте – Сен-Луї – Євроаеропорт
- S: Лісталь – Праттельн – Базель SBB – Базель-Мітте – Сен-Луї – Євроаеропорт – Мюлуз
- S: EuroAirport – Сен-Луї – Базель SBB – Базель-Бадішер – Вайль-на-Рейні – Мюлльгайм – Фрайбург-Головний
- S: EuroAirport – Сен-Луї – Базель SBB – Дорнах–Арлесгайм – Еш